# Louis Kriesche
Louis Kriesche († 1918) war ein deutscher Baumeister. Von 1894 bis 1912 war er der dritte Dirigent des Reichsamts für die Verwaltung der Reichseisenbahnen in Elsaß-Lothringen.:62

## Beruf
1872 wurde er Preußischer Baumeister, ab 1878 arbeitete er bei den Reichseisenbahnen in Elsaß-Lothringen (EL), wo er 1880 Bauinspektor wurde. 1885 war er Betriebsinspektor und übernahm schon 1886 als Betriebsdirektor diesen Verwaltungszweig der EL. Seit 1892 war er als Vorsteher des Bautechnischen Büros Mitglied der Generaldirektion der EL.:62 1894 wechselte er nach Berlin und wurde Dirigent des Reichsamts für die Verwaltung der Reichseisenbahnen in Elsaß-Lothringen, der Aufsichtsbehörde über die EL, und erhielt den Titel „geheimer Regierungsrat“. 1912 schied er aus und ging vermutlich in den Ruhestand.:63

## Ehrenamt
Louis Kriesche war Mitglied der Preußischen Akademie des Bauwesens.:63